# Département météorologique palestinien
Le Département météorologique palestinien, (arabe : الأرصاد الجوية الفلسطينية ; anglais : Palestinian Meteorological Department,), abrégé de l'anglais PMD, est un département qui relève du ministère des Transports et sa mission consiste à exploiter de manière optimale les conditions climatiques afin de servir directement ou indirectement différents secteurs de la vie et de contribuer au développement de l'économie nationale dans divers domaines tels que l'agriculture, l'eau, l'énergie, l'aviation, la navigation maritime, la recherche scientifique et la santé publique. Les premières observations en Palestine mandataire datent de 1923 mais le département est créé en 1994 par l'Autorité palestinienne après les accords d'Oslo.

## Histoire
Les premières observations météorologiques pour certains éléments ont débuté en 1923, sous le mandat britannique de Palestine, à Jérusalem, Jéricho, Beit Qad (Jenin), Tulkarm, Arroub et Wadi Fara. Après la partition de la Palestine en 1948 et la guerre israélo-arabe qui suivie, les stations météorologiques situées en Cisjordanie sont placées sous la tutelle du Département météorologique jordanien, tandis que la station située dans la bande de Gaza est placée sous l'Autorité météorologique égyptienne.
Lors de la guerre des Six Jours en 1967, Israël s'empare de la Cisjordanie et de la bande de Gaza. Les stations météorologiques sont capturées et de nouvelles sont créées dans certaines villes palestiniennes. Le personnel palestinien se limite alors à la mesure et à l'enregistrement des éléments météorologiques. En 1994, les accords d'Oslo créent l'Autorité palestinienne et les stations météorologiques dans les territoires occupés lui sont transférées. L'autorité de l'aviation civile de ce nouveau gouvernement envoie 25 stagiaires palestiniens en Égypte pour former le noyau du département météorologique palestinien spécialisé. En 1997, quatorze stagiaires vont étudier au Royaume du Maroc pour se qualifier pour fournir des services météorologiques plus poussés. Le département devient en même temps une direction générale en vertu d'un décret présidentiel du ministère des Transports.
En 1999, le bureau météorologique palestinien devient membre observateur de l'Organisation météorologique mondiale (OMM) et membre permanent du Comité arabe permanent de météorologie de la Ligue des États arabes. La même année, le réseau s'étend avec l'inauguration de deux nouvelles stations météorologiques à Ramallah et à l'aéroport international de Gaza. Une station de réception au sol pour les cartes météorologiques et les images satellite est également construite afin de servir à la  navigation aérienne de l'aéroport international de Gaza. Le département envoie du personnel se former dans d'autres pays dont dix employés en Jordanie en 2001 et 30 employés formés dans différents domaines de la météorologie en Turquie, en Chine et en Égypte entre 2007 et 2008. La formation se poursuit depuis en Jordanie et des représentants du bureau météorologique palestinien participent à des conférences, des ateliers, des liens locaux, arabes et internationaux.
En 2008, trois nouvelles stations météorologiques sont installées respectivement dans la ville de Kardalah dans la vallée du Jourdain, la ville de Bethléem et la ville de Douma (au sud-est de la ville de Naplouse). Les stations de Jéricho et de Tulkarm sont rénovées. La même année, plus de cinquante stations de pluviométrie sont inaugurées en Cisjordanie et dans la bande de Gaza afin d'obtenir des données climatologiques sur la plus grande étendue géographique possible du territoire.

## Mission
Le PMD est chargé de remplir plusieurs missions, qui visent à :
- Exploitation optimale des conditions climatiques pour servir directement ou indirectement différents types de vie.
- Contribution efficace au développement de l'économie nationale dans divers domaines tels que l'agriculture, l'eau, l'énergie, l'aviation, la navigation maritime, la recherche scientifique et la santé publique.
- Maintien de la sécurité des vies et des biens grâce à des conseils et des orientations basés sur des données climatologiques précises.

## Service
Le PMD remplit plusieurs services, qui peuvent être organisées comme suit :
- Prévisions météorologiques pour le grand public
- Prévisions météorologiques pour les agriculteurs
- Fourniture de données climatiques aux secteurs publics et privés
- Prévisions météorologiques spéciales pour l'aviation
- Informations spéciales pour les chercheurs et les étudiants universitaires
- Diffusion de bulletins réguliers à travers différents médias
- Émission d'avertissements nécessaires dans les cas météorologiques spéciaux et d'urgence

## Stations
Le PMD est actif dans tous les gouvernorats de l'État de Palestine, où il s'est développé depuis sa création. En 1999, deux stations météorologiques ont été ouvertes dans la ville de Ramallah et à l'aéroport international de Gaza. En 2008, le PMD a installé cinq stations à Jéricho, Tulkarem, Bethléem, Kardala et Douma, et a également distribué plus de 50 stations pluviométriques. Aujourd'hui, il comprend un parc de plus d'une centaine de stations pluviométriques et 15 stations de surveillance électronique qui fournissent des données tous les quarts d'heure

## Équipements
Selon le directeur général du PMD, Youcef Abu Saad, l'État de Palestine fait face à des défis majeurs en ce qui concerne la météorologie. Deux facteurs principaux contribuent à cette situation. Tout d'abord, il y a une pénurie de ressources financières et de budgets alloués à ce domaine. Cette limitation entrave l'acquisition et l'entretien des équipements météorologiques nécessaires. En outre, la Palestine n'a pas obtenu le statut de membre permanent au sein de l'Organisation météorologique mondiale (OMM), se limitant à un statut d'observateur, il déclare aussi que : « L'occupation israélienne pose également des obstacles majeurs. Les restrictions imposées par Israël entravent l'acheminement des appareils et équipements météorologiques essentiels, tels que les radars, vers l'État de Palestine. Les autorités palestiniennes font face à des difficultés financières qui limitent leur capacité à accéder à certains outils et programmes météorologiques. »
Cependant, malgré ces obstacles, des collaborations avec des pays voisins, tels que la Turquie et certains pays arabes, ont permis d'obtenir des informations et des cartes météorologiques nécessaires à l'analyse et à l'émission de prévisions météorologiques au sein de la Palestine.